# Dynasty (sèrie de televisió de 1981)
Dynasty (literalment en català "Dinastia") és una de les sèries de televisió estatunidencs més populars dels anys 1980, sorgida arran de l'èxit de la sèrie Dallas. Protagonitzen Dinastia els actors John Forsythe i Linda Evans. Amb la participació antagònica de Pamela Bellwood en la primera temporada (1981) i, a partir de la segona temporada (1982), amb la participació antagònica principal de Joan Collins com Alexis Morell Carrington.

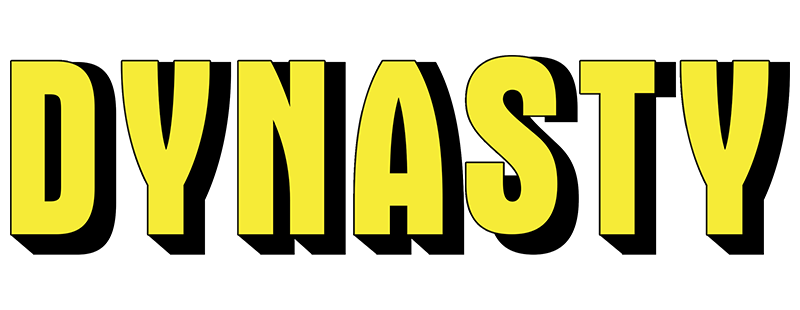

A Espanya va ser emesa a La 1 en els anys 80 i va guanyar el TP d'Or 1982 a la millor sèrie estrangera.

## Descripció
La sèrie va ser creada pel matrimoni Richard i Esther Shapiro, va ser emesa de 1981 a 1989 i en 1991 es va realitzar un especial titulat Dynasty: The Reunion en la qual es lligaven els caps per lligar de la sèrie així com se li donava un final feliç.
Els protagonistes principals de la sèrie eren el veterà actor John Forsythe, Linda Evans i Joan Collins. La sèrie a més va tenir un spin-off (derivació o branca) titulat The Colbys, protagonitzat per Charlton Heston i Barbara Stanwyck, qui paradoxalment anys abans havia rebutjat el paper d'Angela Channing a Falcon Crest. Dynasty és també famosa per l'ús del salt de tauró, un recurs argumental que consisteix en la desaparició i reaparició de personatges sense massa coherència, a vegades encarnats per actors diferents. Aquests canvis eren motivats per les pretensions econòmiques dels actors contractats. A més, com en altres sèries d'aquest tipus, cal destacar la gran quantitat d'estrelles convidades que hi van intervenir com Rock Hudson, Ali MacGraw, George Hamilton i els ja abans esmentats Barbara Stanwyck i Charlton Heston, entre d'altres.

## Trama
La història de la sèrie es desenvolupa a Denver, capital de Colorado, i compte la història del magnat del petroli Blake Carrington, de la seva família i de la seva empresa la Denver Carrington. La història comença amb l'extradició dels treballadors nord-americans dels pous de petroli després de la revolució islàmica de Iran. El cap d'aquests homes que treballen per a la Denver Carrington és Matthew Thomas Blaisdel. Matthew torna a Denver, on viuen la seva filla i la seva esposa Claudia, que és una bella dona que acaba de sortir d'una greu depressió pel que va ser ingressada en un sanatori. A causa dels problemes de la seva esposa, Matthew tenia una relació amb una de les secretàries de la Denver Carrington; quan torna a la ciutat descobreix que ella es casarà amb el seu cap, el totpoderós Blake Carrington.
Durant la primera temporada, Matthew tindrà el rol de «bo» de la sèrie mentre que Blake serà «el dolent», a imatge i semblança de J.R. Ewing, protagonista de Dallas. Matthew comença a treballar pel seu compte, explotant pous a Colorado, i el fill de Blake, Steven, treballa per a ell. Steven, que és homosexual, no és acceptat a causa d'aquesta condició pel seu pare, i es recolzarà en l'enemic d'aquest. Malgrat la seva condició sexual tindrà un affaire amb Claudia, la torturada esposa del seu protector, sabedora de l'antiga relació entre el seu espòs i la nova senyora Carrington. Un cas a part, però important en la sèrie és la filla de Blake, Fallon. Acaronada pel seu pare i amb un important complex d'Electra, és famosa pels seus festeigs amb diversos personatges de la sèrie. Es veu obligada a casar-se amb el maco Jeff Colby, nebot de l'amic i rival del seu pare, Cecil Colby, amb el qual Fallon també intenta tenir un romanç, encara que posteriorment descobrim que podria ser el seu pare. A més d'adorar al seu pare, Fallon adora al seu germà, encara que no comprèn la seva condició sexual.
A partir de la segona temporada tot canvia. En l'últim capítol de la primera temporada Matthew desapareix angoixat en descobrir que la seva esposa li ha estat infidel amb el seu protegit i fuig de la ciutat en companyia de la seva filla. Posteriorment se'ns diu que mor en un accident a l'Equador però temporades més tard reapareixerà convertit en un terrorista per a rellançar moments baixos de l'argument. A partir de la segona temporada, apareixerà l'exesposa de Blake, Alexis (Joan Collins) que prendrà el rol de «dolenta» de la sèrie per a deixar a Blake com a «bo». Entre aquesta segona temporada i la tercera, Alexis es casarà amb Cecil Colby poc abans que aquest mori, a temps que la inclogui en el seu testament. Compartirà així el comandament de la companyia amb Jeff, el nebot de Cecil i el marit de la seva filla Fallon. En aquesta tercera temporada apareixerà a més Adam Carrington, el fill gran de Blake i Alexis i que es presentarà després d'haver estat segrestat de petit. A més Steven en la segona temporada es casarà amb l'arribista neboda de Krytle, Sammy Jo i en la tercera temporada veurem que ha tingut un fill que serà donat per mort durant un temps, per a reaparèixer amb un nou rostre, després de ser-li reconstruït el rostre sense una foto de referència.
Dues temporades més tard apareixerà Amanda, una filla d'Alexis que després resultarà també ser-ho de Blake. Té un affaire amb Dexter, el marit de la seva mare en aquest moment, i es casarà posteriorment amb el príncep de Moldàvia. Per a llavors Fallon hauria mort (en prescindir-se de l'actriu que l'encarnava), quan anava a tornar a casar-se amb Jeff, aquesta vegada enamorada d'ell. Però aquesta mort no seria definitiva: reapareixeria amb nou cos i nou rostre (interpretada per una altra actriu) tant a Dinastia com al seu Spin Off o derivació, The Colbys, on es retrobaria amb Jeff, i on per fi tornarien a casar-se. Amanda també va canviar de rostre i de cos, i va ser tan dolent el canvi que després va desaparèixer per sempre i no se l'esmentaria ni en el capítol de la reunió en el qual es resolien tots els caps per lligar.

## Personatges
Al llarg de nou temporades, van ser desenes els personatges que van exercir un paper més o menys rellevant en la trama, encara que poden destacar-se els següents:
- Blake Carrington: Interpretat per John Forsythe, el veritable protagonista de la sèrie, exmarit d'Alexis i casat amb Krystle gairebé des del principi de la sèrie. Canvia el seu rol, si al principi de la sèrie és el rol en contraposició amb Matthew, després acaba convertint-se en el bo per enfrontar-se amb la seva maquiavèl·lica ex esposa. Pare de quatre fills amb la seva primera esposa, Adam, Fallon, Steven i Amanda i d'una nena amb Krystle.
- Krystle Grant Jennings Carrington: Interpretat per Linda Evans: L'esposa de Blake, amb qui tindrà una filla al llarg de la sèrie. És la bona, durant tota la sèrie, per la qual cosa se la passa plorant durant tota la sèrie, li passa de tot, pateix un avortament, és segrestada, la seva filla ha de rebre un trasplantament, veu com el seu espòs s'arruïna i acaba la sèrie en coma en un hospital de Suïssa. Es recuperarà a temps d'arribar a la reunió en el capítol final. Té alguns amors extramatrimonials no consumats amb Matthew, amb Daniel Reece, el vidu de la seva germana, i amb el doctor Nick Toscanni. Durant els primers episodis de la sèrie té una gran rivalitat amb Fallon, que acabarà quan aquesta comprèn que Krystle estima realment al seu pare.
- Alexis Morell Carrington Colby Dexter Rowan: Interpretada per Joan Collins, bella i malvada, apareix en la segona temporada, per a donar suport al seu fill Steven després de la mort del seu amant, en un accident en el qual estava implicat el seu exmarit. Es casa amb Cecil Colby, amic i rival del seu exmarit, heretant la meitat de l'empresa d'aquest. Més tard es casarà amb Dex Dexter, molt més jove que ella, ric i atractiu, amb qui trencarà després de descobrir-lo amb la seva filla Amanda en el llit.
- Fallon Carrington Colby: Interpretat primer per Pamela Sue Martin i després per Emma Samms, la mimada filla de Blake, és famosa pels seus continus festeigs, quan comença la sèrie té al xofer del seu pare com a amant, no obstant això es veu obligada a casar-se amb Jeff Colby a causa d'un acord amb Cecil, de qui realment ella se sentia atreta, i oncle de Jeff. Durant les primeres temporades de la sèrie manté una gran rivalitat amb l'esposa del seu pare, possiblement a causa del seu complex d'Electra. Després s'enamora del metge Nick Toscanni amb qui viu un romanç que es trenca quan aquest s'enamora de Krystle, l'esposa del seu pare, la qual cosa incrementa la rivalitat d'aquestes. Quan Krystle es queda embarassada per primera vegada, Fallon, sedueix al seu marit de qui es mantenia distanciada per quedar embarassada, quan Krystle perd al seu fill en un accident, tracta d'avortar però no s'atreveix i finalment serà mare d'un nen a qui anomenarà Blake, i que serà el petit Blake. És nomenada directora de l'hotel La mirada, propietat del seu pare, allí coneix a un atractiu jove amb qui es besa com a inici d'una relació, fins que la seva germana li'l presenta com el seu germà Adam, segrestat molts anys enrere. Després manté relacions amb l'exmarit de Krystle, Mark Jennings, que també té relacions amb la seva mare. Després de diverses crisis matrimonials finalment es divorcia de Jeff, quan aquest a causa d'un enverinament i al fet que la sorprèn amb el seu amant està a punt de matar-la. Després del divorci s'enamora del playboy Peter De Vilbis. No obstant això, aquest suposat milionari està tractant d'estafar al seu pare i és descobert per Jeff i per Blake. Sofreix un accident i perd la mobilitat de les cames, s'enamora de Jeff, amb qui decideix casar-se, el dia de les noces fuig per problemes psíquics causats per l'accident i és donada per morta. Reapareixerà un parell de temporades més tard amb un nou rostre, un nou cos i una nova personalitat; després de sofrir amnèsia es casarà amb Miles Colby, per divorciar-se d'ell i tornar-se a casar amb Jeff, cosí de Miles, quan recuperarà la memòria; en la temporada 7 és abduïda per un OVNI. Després d'un nou divorci en el capítol final acabarà de nou amb Jeff.
- Jeffrey Broderick Colby, Jeff Colby: Interpretat per John James: El maco i bo de la sèrie, capaç d'enamorar a qualsevol, menys a la seva esposa i gran amor Fallon. Orfe des de molt jove va ser criat pel seu oncle Cecil Colby, que va conspirar perquè es casés amb Fallon. A la mort del seu oncle hereta la meitat de la seva empresa, convertint-se en copropietari amb la vídua de la seva tia que a més és la seva sogra. Malgrat els seus problemes matrimonials, i les constants infidelitats de la seva esposa, aquesta decideix que sigui el pare del seu fill. Després de ser enverinat amb pintura tòxica pel seu cunyat Adam, està a punt de matar a la seva esposa, i aquesta se'n divorcia. Recuperat de l'enverinament es casa amb Kirby, mainadera del seu fill i filla del majordom dels Carrington. El seu matrimoni dura poc, perquè segueix enamorat de Fallon, amb qui té una aventura durant el seu matrimoni amb Kirby. Trencat el seu matrimoni, s'enfronta al nou amant de Fallon, a qui desemmascara com un estafador. Però Fallon sofreix un accident i perd la capacitat de caminar. És llavors quan Fallon s'enamora de Jeff. Quan recupera la capacitat per caminar decideixen casar-se de nou. No obstant això, el dia de les noces, Fallon fuig per problemes psicològics derivats del seu accident. Fallon és donada per morta. Jeff cau en una depressió, i decideix abandonar els seus negocis per a convertir-se en un playboy. Després de diversos festeigs, s'enamora de la madura però atractiva fotògrafa Lady Ashley Mitchell, que resultarà morta a les noces d'Amanda. En una de les fotografies d'Ashley, Jeff descobreix que Fallon no ha mort, la troba amnèsica i casada amb el seu cosí Miles a Califòrnia. Quan ella recupera la memòria torna amb Jeff amb qui torna a casar-se. Passen llavors a intervenir en el Spin off The Colbys, on Jeff i Fallon tenen una filla. Jeff descobreix, que el que creia el seu pare no ho era en realitat, revelant-se llavors que és fill del seu oncle Jason i, per tant, és germà de Miles, amb qui per causa de Fallon té una forta rivalitat. Després de moltes peripècies, Jeff i Fallon tornen a Denver, i a la sèrie original. Allí una vegada més tenen problemes i acaben en divorci. Jeff viu llavors un romanç amb Sammy Joe la seva ex encunyada i neboda de Krystle. Però quan es casen li és infidel amb Fallon pel que la relació s'afebleix. En la minisèrie anomenada La Reunió, Jeff i Fallon acaben novament junts.
- Steven Carrington: Interpretat per Al Corley i Jack Coleman: Fill d'Alexis i Blake, té problemes per la seva condició d'homosexual, mai compresa pel seu pare. Es tracta d'un dels primers personatges gai en la història de la televisió.[6] En la primera trama, és protegit per Matthew, per a qui treballa. Malgrat la seva orientació sexual, Steven té una relació amb Claudia, la bella esposa del seu protector. Anys més tard es casarà amb ella i aconseguirà certa estabilitat emocional. La mort d'un dels seus amants masculins causada pel seu pare accidentalment és la causa de l'aparició de la seva mare Alexis. Es casa amb la neboda de la seva madrastra, Sammy Joe, amb qui tindrà un fill i una relació d'amor-odi, perquè anys més tard quan estigui casat amb Claudia tindrà durs enfrontaments amb ella, per a tornar a reprendre novament una relació amorosa anys més tard. Abandona la sèrie per a treballar en una explotació petroliera oceànica, on sofreix un accident. Es justifica així el canvi d'actor, perquè li reconstrueixen la cara amb una altra diferent.[7] Molt volgut però incomprès per Fallon, juga sempre un rol positiu en la sèrie, per tant gairebé sempre és molt desgraciat. Estableix una nova relació amorosa amb el seu company de treball Luke i aquest també és assassinat, la qual cosa li causa més problemes, al final de la sèrie marxa de Denver a Washington i a Dynasty The Reunion viu a Washington amb el seu promès l'advocat Bart Fallmont, el seu amant en la meitat de la sèrie.
- Adam Carrington: Interpretat per Gordon Thompson i Robin Sachs. El fill gran de Blake i Alexis, del qual es donen per primera vegada notícies d'ell durant el segrest de Blake, el fill de Fallon i Jeff. Adam havia estat segrestat per una mainadera i apareix vint anys després. Normalment té un paper de malvat. Sempre és defensat aferrissadament per la seva mare, encara que s'escandalitza de moltes de les seves accions. Enverina Jeff per a aconseguir que signi alguns documents que aquest no estava disposat a signar. Tanmateix, això li costa que es divorciï de Fallon i es casi amb Kirby, de qui Adam estava enamorat. Des que es descobreixen els seus tripijocs manté rivalitat per Jeff. Viola a Kirby quan està casada amb Jeff, i quan aquesta es divorcia està promès amb ella, però aquesta l'abandona. També va estar a punt de tenir una relació incestuosa amb la seva germana Fallon, abans de saber que eren germans, per la qual cosa té també gran rivalitat amb aquesta. Canvia diverses vegades de treball, passant de treballar amb la seva mare a la Colby Co. a treballar amb el seu pare a la Denver Carrington. Primer es casa amb Claudia, la vídua de Matthew i exdona del seu germà Steven. Durant el seu matrimoni Claudia torna a tenir problemes mentals que posaran fi a la seva vida. Després Adam s'enamora de Dana Waring una de les secretàries del seu pare a qui utilitza per a aconseguir informació d'aquest, quan treballa per a la seva mare. Es descobreix que ell no és realment Adam Carrington perquè el veritable Adam hauria mort poc després del segrest. Finalment Blake i Alexis l'adopten, més tard en el capítol "The Scandal" es descobreix que tot és una mentida inventada per McVane i, per tant, sí que és el fill biològic d'Alexis i Blake. Es casa amb Dana, per a després descobrir que no pot tenir fills; contracten una mare de lloguer, però després sorgeixen problemes quan aquesta decideix lluitar per la custòdia del nen, custòdia que el jutge li concedeix. Adam entra en una forta depressió, té problemes amb l'alcohol i provoca una crisi matrimonial que posarà fi al seu matrimoni. En l'episodi de la Reunió Adam es retrobarà amb Kirby, el seu veritable amor.
- Amanda Carrington: Interpretat per Catherine Oxenberg i Karen Cellini, és probablement el personatge més absurd de la sèrie. Apareix com una filla d'Alexis, per descobrir-se després que es va divorciar de Blake embarassada i, per tant, que és filla de Blake. S'ha criat a Anglaterra, i té dues aventures amb Dexter, el marit de la seva mare. Entre aquests dos romanços està casada amb el príncep Michael de Moldàvia. Durant les seves noces es produeix el cop d'estat que posa fi a la monarquia d'aquest país. Aviat entra en crisi el seu matrimoni i torna als braços del seu padrastre Dex Dexter, el seu veritable amor. Després de dues temporades interpretada per la bella Catherine Oxenberg, passa a ser interpretat per Karen Cellini, probablement per causes econòmiques. El personatge és impopular, reapareix l'antic xofer dels Carrington i té un idil·li amb ell, com l'havia tingut amb Fallon durant la primera temporada. Finalment Amanda torna a Londres per a desaparèixer de la sèrie tan absurdament com havia aparegut, sense que se la torni a esmentar ni en la sèrie ni en la minisèrie de la Reunió.
- Samantha Josephine "Sammy Joe": Interpretada per Heather Locklear, és la neboda de Krystle, esposa de Steven Carrington, i mare del seu fill, és un personatge que evoluciona d'un rol negatiu a positiu. Malgrat dur a terme accions menyspreables, com per exemple el segrest de la seva tia, es penedeix després d'aquest incident i canvia el seu rol. A més de casar-se amb Steven, manté una relació amb Jeff després del segon divorci d'aquest i Fallon.